# Gripopterygidae
Gripopterygidae är en familj av bäcksländor. Gripopterygidae ingår i överfamiljen Gripopterygoidea, ordningen bäcksländor, klassen egentliga insekter, fylumet leddjur och riket djur. Enligt Catalogue of Life omfattar familjen Gripopterygidae 292 arter. 

## Bildgalleri

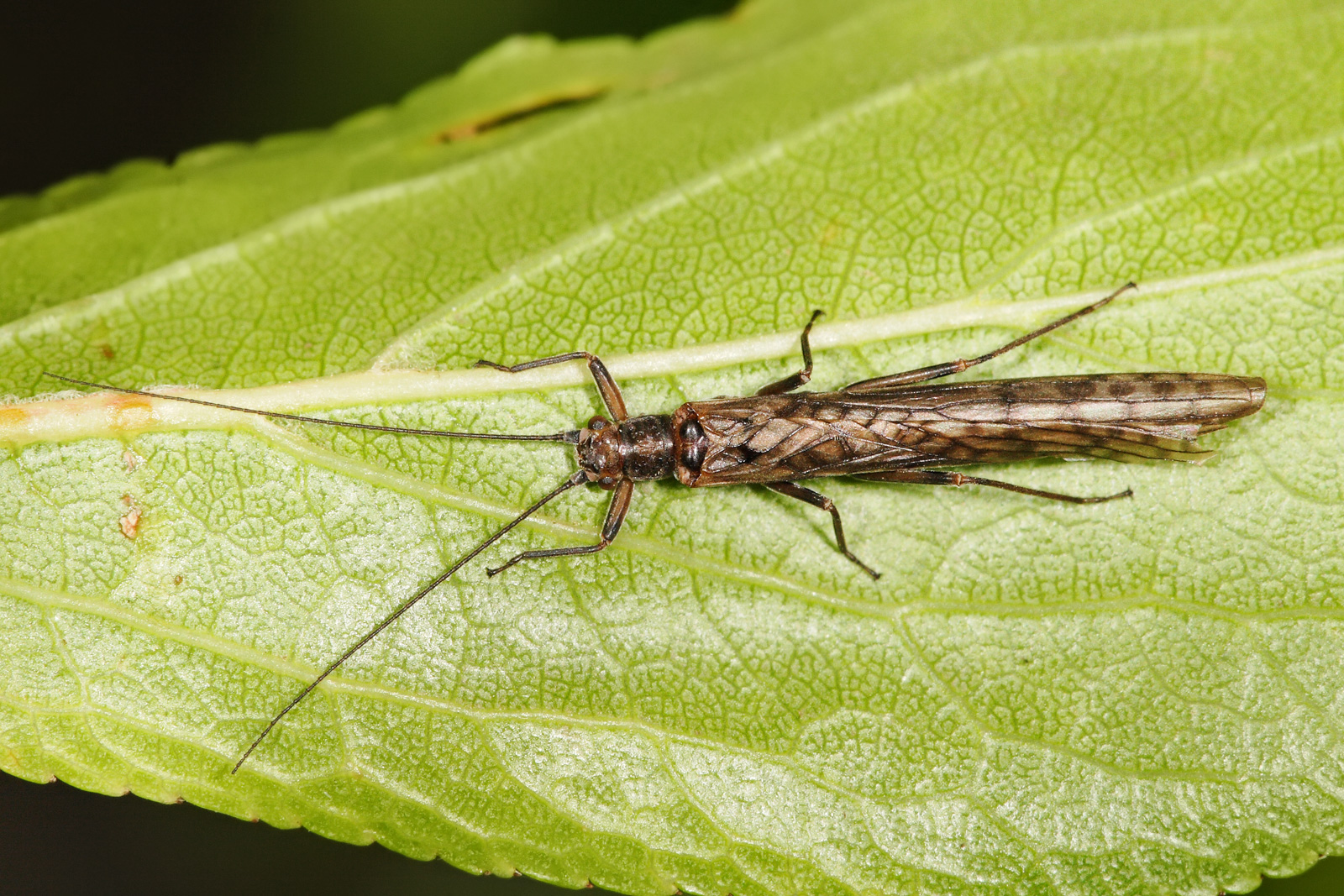
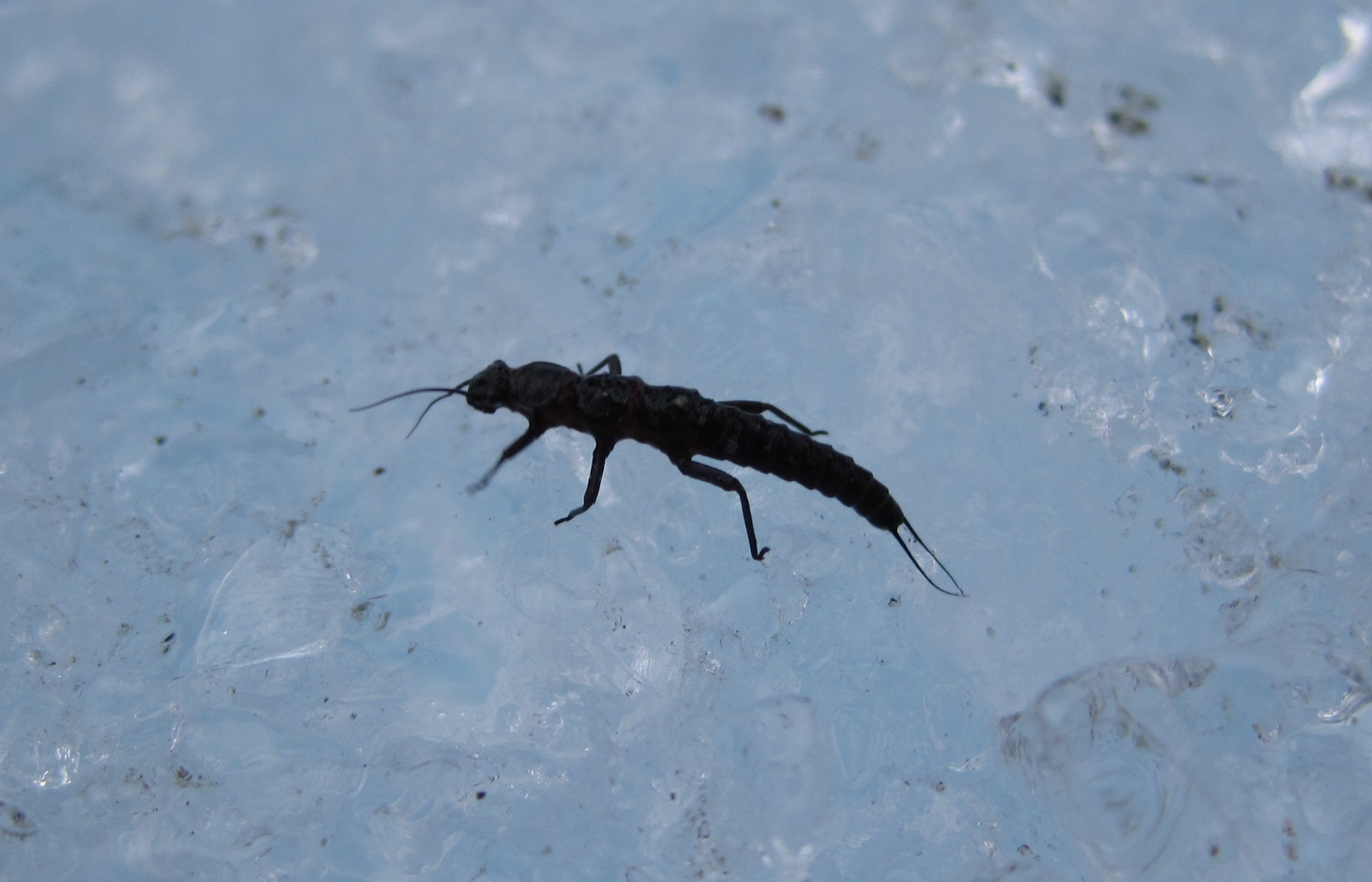
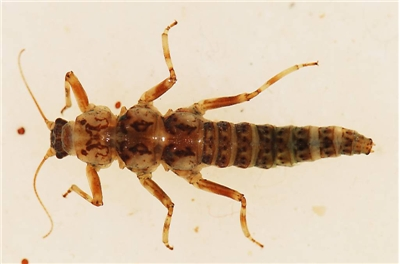

## Dottertaxa till Gripopterygidae, i alfabetisk ordning[1]
- Acroperla
- Alfonsoperla
- Andiperla
- Andiperlodes
- Antarctoperla
- Apteryoperla
- Araucanioperla
- Aubertoperla
- Aucklandobius
- Cardioperla
- Ceratoperla
- Chilenoperla
- Claudioperla
- Dinotoperla
- Dundundra
- Eunotoperla
- Falklandoperla
- Gripopteryx
- Guaranyperla
- Holcoperla
- Illiesoperla
- Kirrama
- Leptoperla
- Limnoperla
- Megaleptoperla
- Megandiperla
- Neboissoperla
- Neopentura
- Nescioperla
- Nesoperla
- Newmanoperla
- Notoperla
- Notoperlopsis
- Nydyse
- Paragripopteryx
- Pelurgoperla
- Plegoperla
- Potamoperla
- Rakiuraperla
- Rhithroperla
- Riekoperla
- Rungaperla
- Senzilloides
- Taraperla
- Teutoperla
- Trinotoperla
- Tupiperla
- Uncicauda
- Vesicaperla
- Zelandobius
- Zelandoperla